# Тематичні малюнки Google

Анімований дудл «На Марсі знайшли воду!» (29 вересня 2015)

Тематичні малюнки Google (Ґуґл-дудл, Дудл для Google, англ. Google Doodle від doodle — кривульки, малюнки на берегах сторінок) — тематичні заставки, що з'являються на домашній сторінці Google з нагоди визначних подій.

## Історія
Першим таким малюнком був Burning man, емблема фестивалю, що проходить у пустелі Блек-Рок у штаті Невада (США). Засновники Google Ларрі Пейдж та Сергій Брін, які поїхали на фестиваль, таким чином повідомили про свою тимчасову відсутність. Ця ідея користувачам прийшлась до душі.
Наступні малюнки створювали запрошені вебдизайнери, поки не був найнятий Денніс Хванг, який 2000 року розробив логотип День взяття Бастилії.

## Тематика Google Doodle

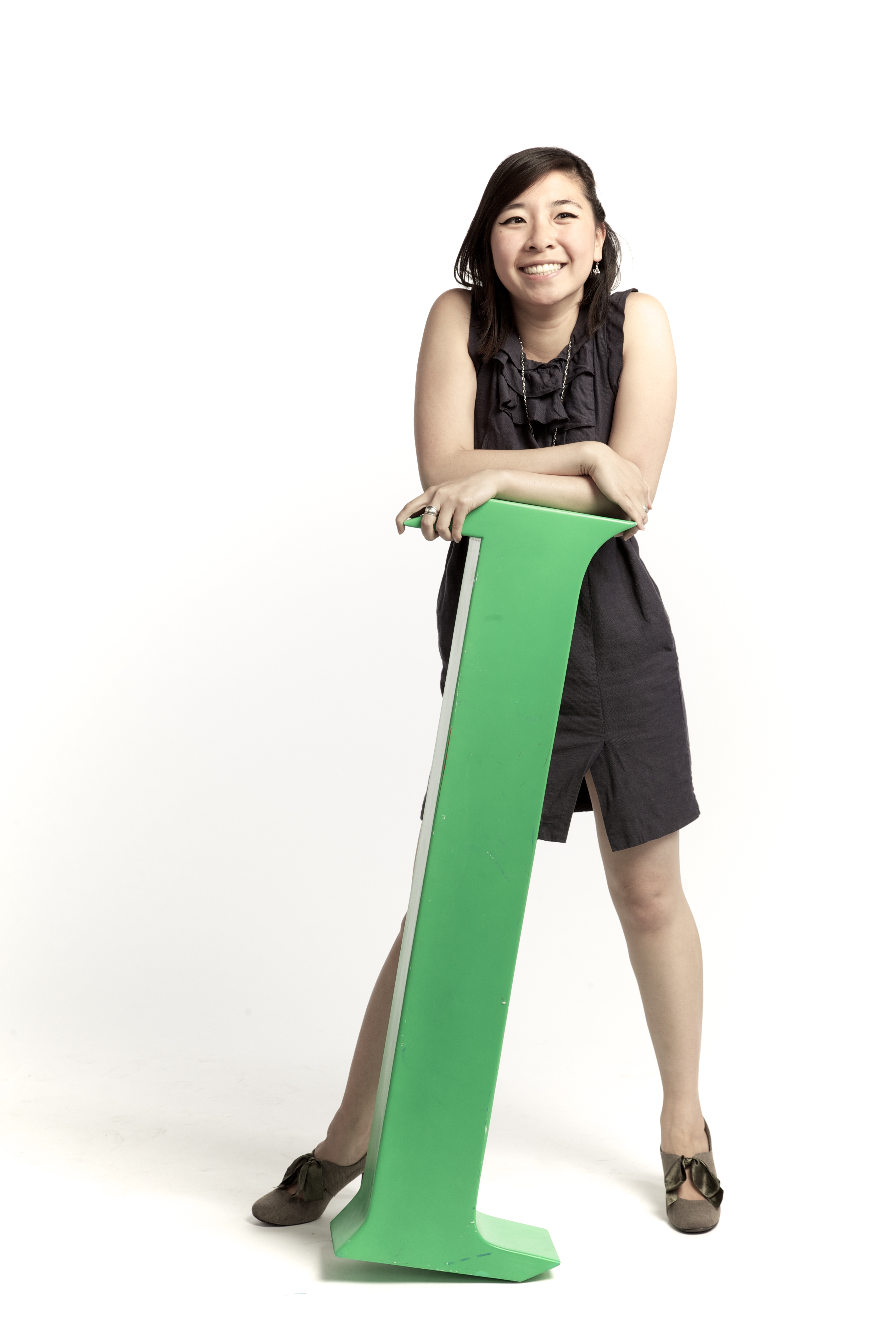
Дженіфер Гом, одна з багатьох художників дудлів

Тематика надзвичайно широка. Google, зокрема, вітає користувачів з нагоди різних свят: Різдва (25 грудня), Нового року, Дня святого Валентина (14 лютого), Дня Андрія (30 листопада) тощо.
Тематичні малюнки приурочені до ювілеїв видатних митців, письменників, учених і видатних людей, як-от, Альберт Ейнштейн, Леонардо да Вінчі, Луї Брайль, Персіваль Ловелл, Едвард Мунк, Рабіндранат Тагор, Нікола Тесла, Роберт Муг, Бела Барток, Рене Магрітт, джон Ленон, Акіра Куросава, Герберт Уеллс, Семюел Морзе, Фредді Мерк'юрі, Ганс Крістіан Ерстед, Магатма Ганді, Денніс Габор, Константин Бринкуш, Антоніо Вівальді, Жуль Верн, Агата Крісті, Станіслав Лем, Володимир Дахно, Ілля Рєпін.
Святкування історичних подій є іншою поширеною темою. На 50-річчя конструктора Лего, наприклад, був використаний логотип із частин конструктора. 21 травня 2010 року з нагоди 30-річчя аркадної гри Pac-Man з'явився перший інтерактивний малюнок.
Під час Літньої Олімпіади 2012 малюнки, присвячені різним видам спорту, змінювались щоденно. Час від часу «дудли» є інтерактивними, у цьому випадку відвідувач може грати в ігри або іншим чином взаємодіяти з заставкою. Подібними іграми в різний час були: змійка, солітер, сапер, хрестики-нулики, динозавр, що біжить та інші.

### Українська тематика
Час від часу з'являється й українська тематика. Так, щороку 24 серпня Google долучається до вітань із Днем незалежності України.
Вшановуються також видатні українці або люди, пов'язані з Україною: Микола Гоголь (1 квітня 2009), Іван Котляревський (9 вересня 2009), Наполеон Орда (11 лютого 2010), Юрій Кондратюк (21 червня 2012), Соломія Крушельницька (23 вересня 2012), Григорій Сковорода (3 грудня 2012), Енді Воргол (Андрій Варгола), Володимир Дахно (7 березня 2013), Володимир Вернадський (12 березня 2013), Владислав Городецький (4 червня 2013), Іван Нечуй-Левицький, Марко Вовчок (Марія Вілінська), Леся Українка, Тарас Шевченко.
2013 року Google.com.ua оголосив проведення першого Всеукраїнського конкурсу серед школярів «Дудл для Google», до якого залучили дітей до 17 років. За час конкурсу журі отримало понад 10 тисяч робіт. 6 лютого 2014 року логотип переможця з'явився на головній сторінці Google в Україні.
24 серпня 2014 року, на честь Дня незалежності України дизайн святкового логотипу вперше розробив український ілюстратор, тоді Владислав Єрко, який виконав напис Google у вигляді фруктового саду з елементами українського прапору. Митець зазначив: 
«У дудлі до Дня Незалежності я хотів показати Україну як країну нових, чистих, вільних людей, країну миру й достатку, щасливу Україну. Символом цього є діти — ті, заради кого варто жити і будувати нову країну».
24 серпня 2023 року, з початком доби, компанія Google розмістила на своєму сайті новий тематичний ґуґл-дудл, присвячений Дню Незалежності України, на якому зображений парад українців, які демонструють гордість і впевненість, рухаючись у майбутнє. Авторкою ілюстрації є київська художниця та ілюстраторка Поліна Дорошенко.

## Розробники
Розробкою логотипів займається група Google. Вони збирають ідеї на електронну пошту proposals@google.com, куди щодня надходять пропозицій щодо тематик. За станом на 2012 рік для домашніх сторінок створено понад 1000 малюнків у всьому світі, покликаних нагадати про цікаві події та визначні річниці.